# 桜田門外の変
桜田門外の変（さくらだもんがいのへん）は、安政7年3月3日（1860年3月24日）に江戸城桜田門外（現在の東京都千代田区霞が関）にある豊後杵築藩・松平親良の上屋敷前（右下の画像4枚目も参照）で水戸藩からの脱藩者17名と薩摩藩士1名が彦根藩の行列を襲撃、井伊直弼を暗殺した事件。「桜田事変」とも言う。

## 経過

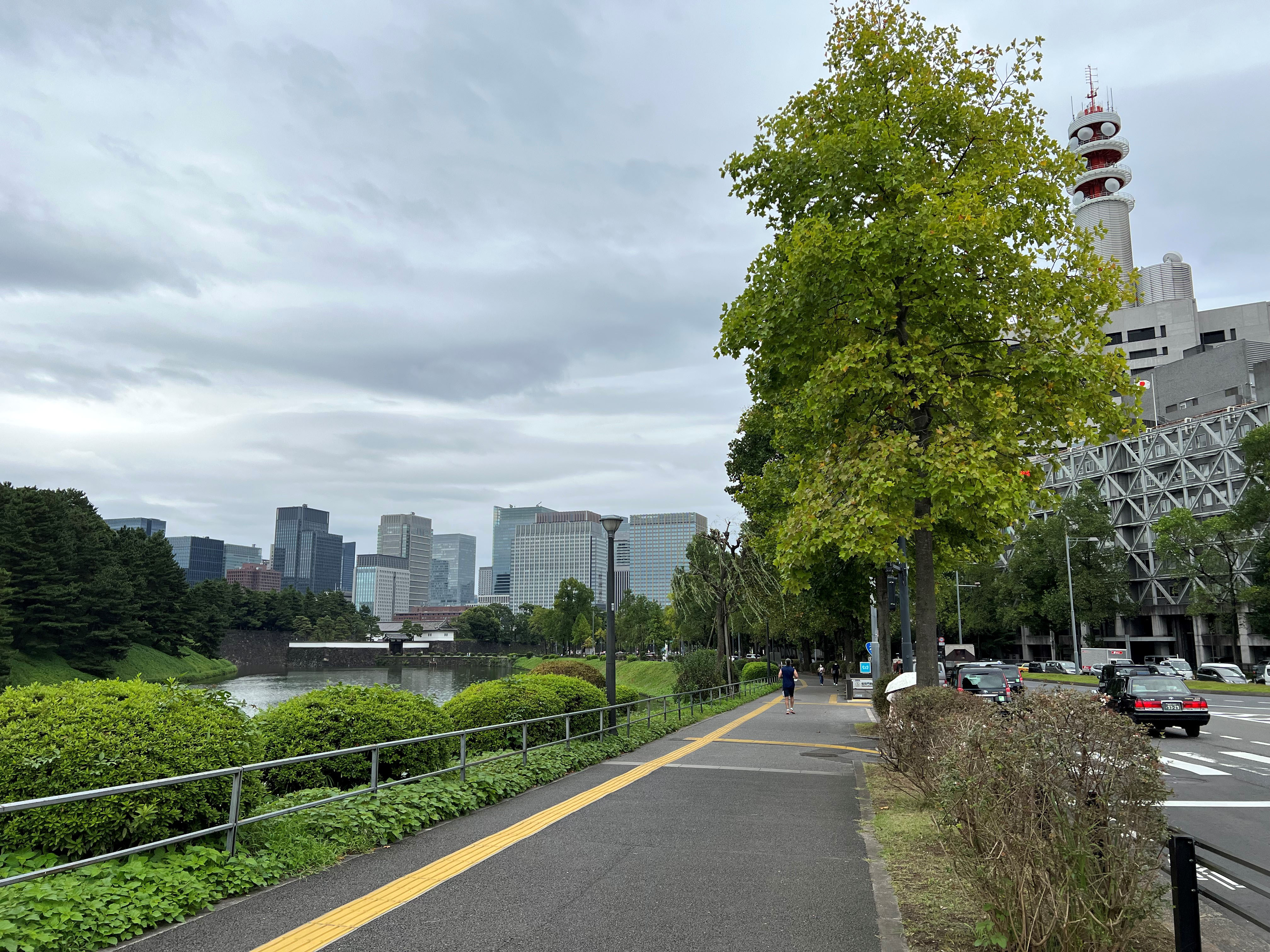
外桜田門と彦根藩邸の距離は600m

安政5年（1858年）4月、大老に就任した彦根藩主・井伊直弼は、将軍継嗣問題と日米修好通商条約の締結という二つの課題に直面していた。

まず、病弱で世子が見込めない第13代将軍・徳川家定の後継をめぐって、南紀派（会津藩主・松平容保や高松藩主・松平頼胤ら、溜間詰の大名を中心とした一派）と一橋派（前水戸藩主・徳川斉昭や福井藩主・松平慶永ら、大広間や大廊下の大名を中心とした一派）が争った将軍継嗣問題があった。数年前の嘉永6年（1853年）に起きていた黒船来航など対外危機を慮った一橋派は、英明で知られた当時21歳の一橋慶喜を推挙していたが、それに対し南紀派は、家定の従弟で当時12歳の紀州藩主・徳川慶福を推し、結局、慶福が養子と決められた。これは血縁を重視する慣例と現将軍・家定の内意に沿い、直弼を大老に推した南紀派を満足させたが、「時節柄、次期将軍は年長の人が望ましい」とした朝廷の意に反するものであった。

もう一つの懸案である修好通商条約の締結については、孝明天皇の勅許が得られず、攘夷派の反対論が勢いを増していた。直弼は基本的には無勅許条約調印に反対であったが、止むを得ない場合調印してよいかとの下田奉行・井上清直の問いに、その際は仕方がないと許可している。そこで、早期締結要求も強まる中、清直らは同年6月19日、勅許を得ないままに日米修好通商条約をはじめとする安政の五ヶ国条約の調印に踏み切った。これは、そもそも「鎖国」は朝廷とは無関係に始められたものであり、慣例上、条約締結に勅許は必ずしも必要ではなかったからである。
6月22日、諸大名に条約の締結が公表され、翌23日が御三卿による将軍への公式な面会日だったため一橋慶喜が登城し、条約締結を違勅として直弼を詰問した。さらに、翌24日に徳川斉昭をはじめ、斉昭の長男の水戸藩主・徳川慶篤、一橋派であった尾張藩主・徳川慶勝、福井藩主・松平慶永が、規則外の不時登城を行って無勅許の条約締結を違勅と非難した。直弼は慶永一人を身分が違うから、と別室に移して気勢を削ぎ、他の諸侯の詰問へは平身低頭を繰り返した。翌25日、慶福が将軍・家定の養子と発表された。7月5日、家定の命として、登城した一橋派諸侯へ処分が下される。その直後、6日に家定が没し、慶福は第14代将軍となり家茂を名乗った。
ここに一橋派は江戸城内での活動を制限されたが、一橋派の薩摩藩主・島津斉彬は、かねて藩士・西郷隆盛を京都に遣わして内勅降下運動を行い、藩兵5,000人を率いて抗議のため上洛することを計画した。しかし、7月16日、斉彬は死去した。
勅許を得ない条約調印と斉昭・春嶽の排斥は、攘夷論の強かった公家たちに喧伝され、孝明天皇も幕府の行いに対し憤慨した。天皇は、同年8月、幕政の刷新と大名の結束を説く『戊午の密勅』を水戸藩へ下した。また、幕府寄りとされた関白・九条尚忠の内覧を解いて朝政から遠ざけた。水戸藩は密勅の写しを雄藩に廻送する様に添書きで指示を受けていたが、藩内抗争の激化により、廻送することがかなわず、攘夷派公家を通して縁戚の諸大名へは廻されたものの、幕府権威がいまだに強かった当時、各藩は関わりを恐れ相手にしなかった。しかし、朝廷が幕府を介さずに大名へ直接指令するという事態は、江戸幕府開闢以来前代未聞であったため、幕閣は狼狽した。
直弼は、密勅が天皇の意思ではなく水戸藩の陰謀とし、反論者への徹底弾圧を決心した。まず、老中に再任させた間部詮勝を京都に送り、新たに京都所司代に任命した酒井忠義にこれを補佐させた。間部は、着京後、即日密勅首謀者として水戸藩京都留守居役・鵜飼吉左衛門、幸吉父子の京都西町奉行所への出頭を命じて捕縛しつつ、対朝廷では、
態度不鮮明のまま「病臥」と称して参内を延期し、長野主膳や島田左近と連日協議した。これは、先年、入洛早々に参内して条約勅許の獲得に失敗した老中・堀田正睦の轍を踏まぬため、十分な準備を図って慎重に行動したものである。詮勝は、直弼の指示を受けて、一橋派らと関係を深めていた公卿の家人たちを捕縛断罪、また全国でも民間の志士を手始めに、幕政を批判する政治運動に関わった諸藩の藩士を捕らえていった。いわゆる安政の大獄である。一方で、孝明天皇は、いずれは鎖国に復帰するという条件のもとで、条約調印が切羽詰まった措置であったという直弼の弁明に一通りの理解を内々に示した。朝廷内も「公武一和」のため幕府の行いを認めたことで、幕府に批判的な一派は勢いを挫かれた。しかしこの時、朝廷との折衝に当たった詮勝は再攘夷の準備段階と説明したため、幕閣はこの内容を公表し辛くなった。他方、直弼による粛清対象は日を追うごとに増加し、皇族や公家、大臣、僧侶、藩主、幕臣、浪人、学者、名主、町人等々に及んでいき、最終的に安政の大獄へ関係して罪を得た者、または社会的に失脚、迫害された者は100名以上にのぼった。
水戸では、密勅への対応をめぐって藩論は紛糾した。返納阻止派の藩士らは、密勅の下された安政5年の9月、街道の本陣のある小金宿 に結集し、武装した農民部隊まで加わった（第一次小金屯集）。この屯集が収まりを見せる頃、直弼による安政の大獄は本格的になり、京都では密勅降下に関わった鵜飼吉左衛門父子らが拘禁された。やがて江戸表でも家老・安島帯刀ら水戸藩改革派の重鎮が拘禁され、これに反発した水戸藩士民は、安政6年（1859年）5月、再び小金宿等に屯集した（第二次小金屯集）。一方、水戸藩士金子孫二郎は、高橋多一郎と計り関鉄之助、矢野長九郎、住谷寅之介らを西へ向かわせ、密勅の写しを諸藩へ回達させようとした。彼らは西南雄藩との連合を目指し、数か月間に渡り諸藩を遠遊した。また、弘道館内の鹿島神社神官・斎藤監物も神官3名を西国へ向かわせ、諸国神官職の者達へその写しを回覧させた。8月27日夜半、水戸藩関係者への刑が執行された。水戸藩家老安嶋帯刀を切腹、水戸藩奥祐筆茅根伊予之介、水戸藩京都留守居役鵜飼吉左衛門を斬首、水戸藩京都留守居役助役鵜飼幸吉を獄門に処する等、御三家の家老格重鎮への処分としては、異例のものであった。また、前水戸藩主・徳川斉昭は国許の水戸に永蟄居処分を受けた。さらに、幕政から『戊午の密勅』の朝廷への返還を求められ、主君の処分解除のためには、水戸藩は幕府へ恭順を示さねばならなくなった。しかし、断固返納反対の立場をとる藩士らの勢いも止まず、藩内の膠着状態となった。幕府は自ら返還を促す勅命の草案を作って天皇の同意を得る方針に転換し、12月、藩主・徳川慶篤に勅書返納の朝旨を伝達した。水戸藩庁では斉昭・慶篤間での協議により返納論が主流となりつつあったが、密勅返納阻止の運動は却って激化した。返納反対派は密かに密勅が運ばれることを警戒し、藩境の長岡で集まり水戸街道を封鎖して返納に抵抗した（長岡屯集）。安政7年（1860年）1月15日、幕閣は江戸城へ登った慶篤に対し、重ねて密勅の返納を催促、同年1月25日を期限とし、もし遅延したら違勅の罪として同藩を改易する可能性まで述べた。慶篤は返納に肯定的であったが、水戸藩内の返納反対論者の勢いは強く、幕府に猶予を願い出続けた。水戸で永蟄居中の斉昭は事態を危惧し、密勅を水戸城内の祖廟の元へ納めさせ、またさらに水戸より六里（約23.56キロメートル）北で、歴代藩主の墓のある瑞龍山の廟へ移した。2月14日、返納容認論者の藩士・久木直次郎が江戸で、夜半何者かに襲撃された。また2月18日、水戸城下の魂消橋で、返納反対派の藩士と容認派の藩屏が衝突、負傷者を出し、水戸城下は騒ぎとなった。2月24日、藩士・斎藤留次郎が水戸城・大広間で割腹自殺したため、返納は延期された。長岡屯集は、水戸藩上層部からの工作により懐柔されたことと、活動の主要人物の一部が直弼暗殺計画のため江戸へ移って地下に潜行したことにより解散した。
一方、以前より尊攘激派の藩士・高橋多一郎や金子孫二郎らと、薩摩藩の在府組である有村次左衛門らは、双方の藩に仕えた日下部伊三治 （大獄により獄死）を介して結合を維持していた。この水戸藩士に薩摩藩士を加えた攘夷激派は、江戸での井伊大老への襲撃と同時期に、薩摩藩主・島津斉彬が率兵上京により天皇の勅書を得、それにより幕政を是正しようと図った。しかし、薩摩藩では斉彬及び斉興の死後に実権を握った島津久光が、江戸での大老襲撃を黙認しつつも、自藩の直接関与を抑制する方策をとった。久光の息子である藩主・島津茂久が、直書で志士の「精忠」を賞賛するとともに、後日を期して脱藩突出を思いとどまるように説諭するという異例の対応で、攘夷激派を沈静化させた。ここに率兵上京の計画は頓挫した。しかし、薩摩藩から尊攘急進派の水戸藩士らへこの事は知らされなかった。
しかし、幕政是正のためには大老井伊直弼の排除が不可欠と考えた尊王攘夷急進派の水戸藩士達は、単独でも実行する方針を固め、直弼暗殺計画の準備を進めていた。

## 潜伏期間
安政6年（1859年）より、水戸藩士・高橋多一郎、金子孫二郎を中心として、直弼襲撃と薩摩藩兵上京の計画が図られていた。安政7年（1860年）に入り、幕府からの密勅返納の圧迫が強くなったことにより、計画は具体化していった。高橋多一郎は京における薩摩藩兵挙兵との調整・指揮を、金子孫二郎は江戸における直弼襲撃計画の立案・指揮を担うこととなった。
襲撃関係のうち国許在住者の江戸入りは、先に江戸に入っていた者、数人で連れ立って江戸入りした者、単独で来た者と様々であるが、おおよそ安政7年の2月中に江戸に入った。
計画首謀者の水戸藩士・金子孫二郎は2月18日夜、嫡男・勇次郎や、同藩士・稲田重蔵、 佐藤鉄三郎、飯村誠介らを伴って水戸を発ち、江戸へ向かった。同日、水戸藩庁が金子孫二郎、高橋多一郎、関鉄之介らに召喚命令を出したため、長岡屯集の藩士らはこれを聞いて憤激し、20名程が一挙に水戸へ押し寄せた。藩の方でも兵士数百名を出していたので、水戸・紺屋町で長岡勢と衝突、互いに斬り合いとなった。このとき林忠左衛門を初め、長岡勢にも2、3人の負傷者が出た。孫二郎らは、笠間、結城、古河を経て、草加より王子へ向かい、25日、江戸へ着いた。翌26日薩摩藩士・有村雄助と有村次左衛門兄弟の計らいで三田・薩摩屋敷へ移り、謀議を重ねた。この屋敷は江戸にいたはずの在府組が薩摩へ帰国していたので、がら空きだった。
水戸藩士・関鉄之介へも2月18日、召喚状が水戸藩庁から届いた。しかし、関は既に早朝、自宅を抜け出し江戸へ走り、19日江戸に入った。関は水戸に妻子があったが、江戸の芸妓・滝本いのと情を通じ、京橋北槇町にあった滝本の家へ寄宿した。
幕府の警戒が厳しくなったのを知り、彼らは一か所に多数で泊まれば疑われるのを予想、宿泊する藩士の組み合わせを変えるなどを思案。海後嵯磯之介は江戸到着の2日後、品川へ宿を移した。関鉄之介は浅草、吉原、京橋へ転々とした。これらにもかかわらず、彼らは一様に町奉行の目をかわすのに苦労していた。
薩摩屋敷では金子孫二郎らと有村兄弟が談義を重ねた。まず彼らは水戸・薩摩とも大量参加者は見込めないことを再確認し、当初予定の襲撃期日を延期した。標的は、候補に挙げていた直弼側近の老中で陸奥磐城平藩主・安藤信睦（のち、信正と改名）や同じ溜間詰の讃岐高松藩主・松平頼胤を外し、直弼一人に絞り込んだ。
3月1日、金子孫二郎は日本橋西河岸の山崎屋に、関鉄之介や斎藤監物、稲田重蔵、佐藤鉄三郎、薩摩藩士・有村雄助、そして薩摩藩との連絡役の水戸藩士・木村権之衛門を呼んだ上で、挙行は3月3日とし、襲撃は登城中の直弼を桜田門外で襲うべし、と最終決断を下した。この他に金子は、武鑑を携え四、五人を一組とし相互連携すべし、まず先供を討つべし、駕籠脇が狼狽する隙に大老を討つべし、大老の首級を挙げるべし、負傷者は切腹か閣老へ自訴すべし、その他の者ただちに薩摩藩との次の義挙計画の約束通り京へ赴くべしと定めた。また、できるだけ生き延びて次の仕事の機会を待つ、という申し合わせも行った。さらにこの時、襲撃の役割と斬り込み隊の配置も定めた。金子は全体統率、関は現場指揮、彼らは斬り込み隊へ加わらず皆の監督役とし、水戸藩士・岡部三十郎と畑弥平は結末を見届けたのち、品川の川崎屋に待機した金子へ結果報告する事とした。斬り込み隊の配置は、直弼邸へ向かって右翼即ち江戸城の堀に面した側へ神官・海後嵯磯之介や水戸藩士・広岡子之次郎、森山繁之介、稲田重蔵、佐野竹之介、大関和七郎。左翼即ち豊後杵築藩（藩主・松平親良）邸側へ水戸藩士・山口辰之介、杉山弥一郎、増子金八、黒沢忠三郎、薩摩藩士・有村次左衛門とした。後衛に神官・鯉淵要人、水戸藩士・蓮田一五郎、広木松之介を配し、前衛には水戸藩士・森五六郎を当てた。稲田重蔵は当初、金子に京への同行を命じられたが、本人の希望により固辞して襲撃参加した。また神官・斎藤監物は襲撃に直接参加せず、事変後に一同を率い、連名の『斬奸趣意書』を然るべき藩邸へ提出する役目とされた。
3月2日の夕刻、品川宿・相模屋にて訣別の酒宴が催された。この夜列席したのは襲撃参加者18名を含む19名だった。面々が一堂に会するのはこれが最初で、しかも最後にもなった。期日が遂に明日と決まった中、面々は改めて成功を誓い、酒盃を交わした。また、藩に累が及ばないよう、この夜明けまでに、藩士・神官の身分に応じ、除籍願を届けた。

## 襲撃

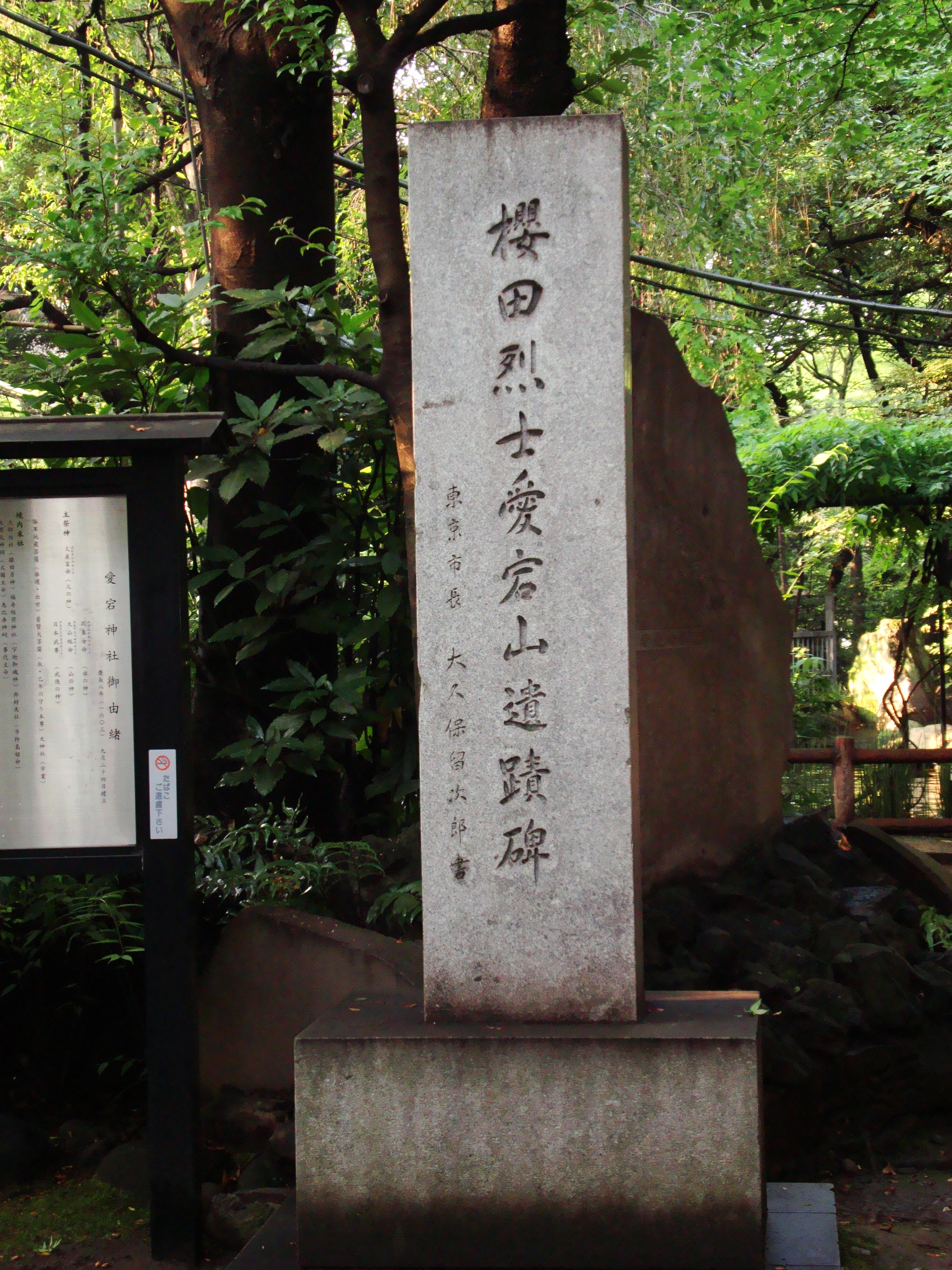
水戸浪士集合地の桜田烈士愛宕山遺蹟碑（愛宕神社）

3月3日の早朝、水戸浪士の一行は東海道品川宿の旅籠を出発した。一行は東海道（現在の国道15号）に沿って進み、愛宕神社（港区愛宕）で待ち合わせた上で、桜田門外へ向かった。この日は明け方から季節外れの雪模様でもあり、一時は大きな牡丹雪が盛んに降り、辺りは真っ白になった。しかし、斬り合いの時刻には雨混じりの小雪で、やがて薄日が射した。
襲撃者ら一行が現地へ着いた頃、既に沿道には江戸町民らが武鑑片手に、登城していく大名行列を見物していた。この日いわゆる雛祭りのため、在府の諸侯は祝賀へ総登城することになっていた。襲撃者たちは、武鑑を手にして大名駕籠見物を装い、直弼の駕籠を待った。
午前8時、登城を告げる太皷が江戸城中から響き、それを合図に諸侯が行列をなし桜田門をくぐって行った。尾張藩の行列が見物客らの目の前を過ぎた午前9時頃、彦根藩邸上屋敷の門が開き、直弼の行列は門を出た。彦根藩邸から桜田門まで三、四町（327から436メートル）、彦根藩の行列は総勢60人ばかりだった。雪で視界は悪く、彦根藩護衛の供侍たちは雨合羽を羽織り、刀の柄、鞘ともに袋をかけていた。そのため、素早く抜刀する事が難しい状況にあり、とっさの迎撃に出難く、それは襲撃側に有利な状況だった。また江戸幕府が開かれて以来、江戸市中で大名駕籠を襲った前例はなく、彦根藩行列の警護は薄かった。もっとも直弼の元には以前より不穏者ありとの情報が届いていた上、当日の未明にも直接の警告があったが、護衛の強化は失政の誹りに動揺したとの批判を招くと直弼は判断し、敢えてそのままに捨て置いた。この日、彦根藩側役の宇津木左近は、直弼の駕籠を見送った後、机上に開封された書状を発見した。それには、水戸脱藩の浪士らが襲撃を企てている旨の警告が記されており、宇津木が護衛を増派しようとした時、凶報がもたらされた。登城する直弼の駕籠は、彦根藩上屋敷の門を出た後、内堀通り沿いを進み、桜田門外の杵築藩邸の前に差し掛かり、そこで浪士たちの襲撃を受けた。

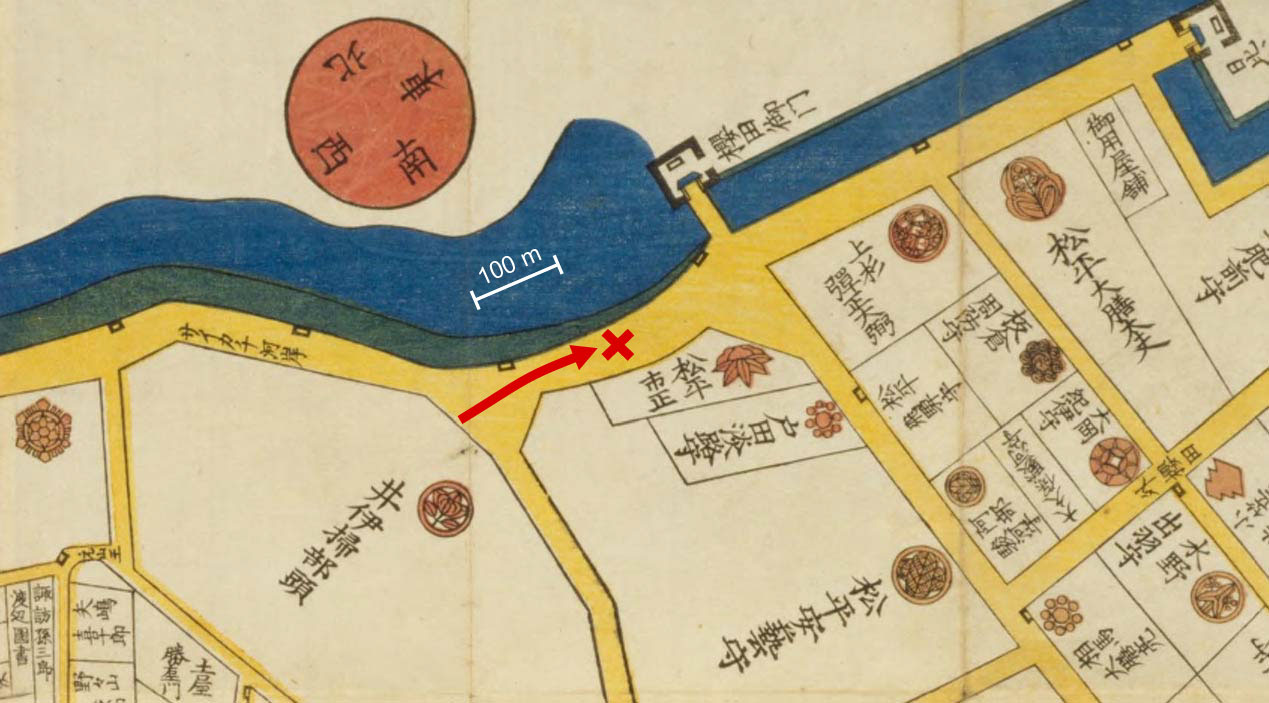
井伊邸と桜田門の位置関係。×印が襲撃地点。

先供が松平親良邸に近づくと、まず前衛を任された水戸浪士・森五六郎が駕籠訴を装って行列の供頭に近づいた。彦根藩士・日下部三郎右衛門はこれを制止し取り押さえに出たが、森は即座に斬りかかったため、日下部は面を割られ前のめりに突っ伏した。森が護衛の注意を前方に引きつけた上で、水戸浪士・黒澤忠三郎（関鉄之介、またその他多数で多方面から一斉射撃を行った、とする説もある）が合図のピストルを駕籠めがけて発射した。これを合図に浪士本隊による全方向からの駕籠への抜刀襲撃が開始された。
発射された弾丸によって、直弼は腰部から太腿にかけて銃創を負い、修錬した居合を発揮すべくもなく、動けなくなっていたと考えられる。襲撃に驚いた丸腰の駕籠かき、徒歩人足はもちろん、彦根藩士の多くも算を乱して遁走した。残る十数名の供侍たちは駕籠を動かそうと試みたものの、銃撃で怪我を負った上に襲撃側に斬りつけられ、駕籠は雪の上に放置された。護衛の任にある彦根藩士たちは、雪の水分が柄を湿らせるのを避けるため、両刀に柄袋をかけており、これと鞘袋が邪魔してとっさに抜刀できなかった。このため、鞘のままで抵抗したり、素手で刀を掴んだりして、指や耳を切り落とされるなどした。
こうした防御者側に不利な形勢の中、彦根藩士も抵抗を行い、結果として襲撃者側も被害が拡大した。二刀流の使い手として藩外にも知られていた彦根藩一の剣豪の河西忠左衛門は、冷静に合羽を脱ぎ捨てて柄袋を外し、襷をかけて刀を抜き、駕籠脇を守って浪士・稲田重蔵を倒し、さらなる襲撃を防いだ。同じく駕籠脇の若い剣豪・永田太郎兵衛正備も二刀流で大奮戦し、襲撃者に重傷を負わせた。しかし、河西が斬られて倒れ、永田も銃創により戦闘不能になる。乱闘により、襲撃者側で当初戦闘に参加しない予定だった斎藤監物も、途中から戦闘に加わった。

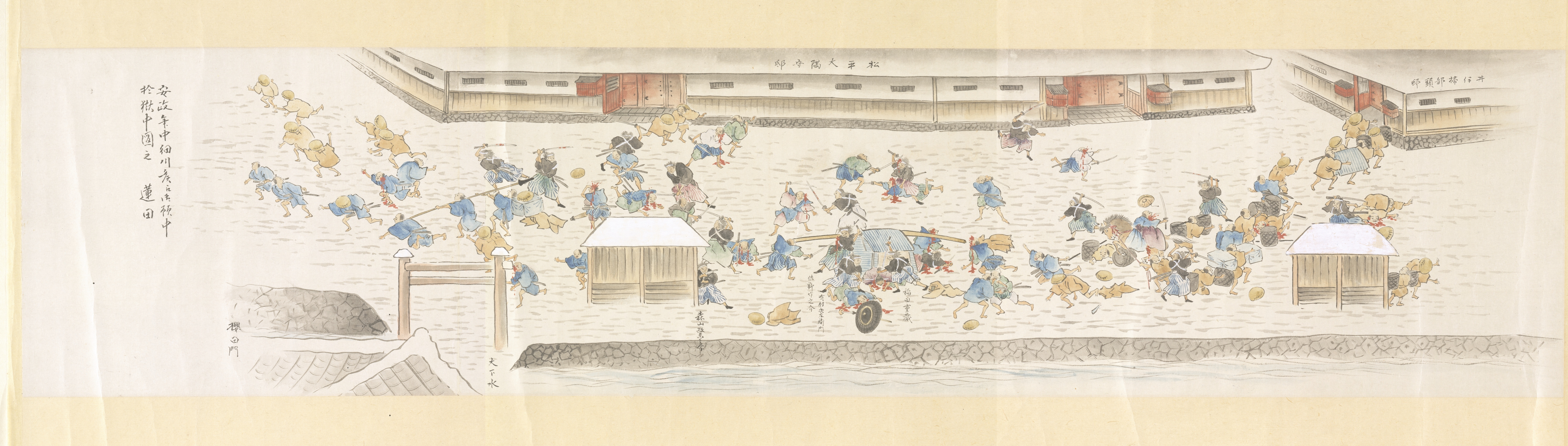
蓮田市五郎が描いた『桜田門外之変図』

やがて、護る者のいなくなった駕籠に、次々に襲撃者の刀が突き立てられた。まず稲田が刀を真っ直ぐにして一太刀、駕籠の扉に体当たりしながら駕籠を刺し抜いた。続いて広岡、海後が続けざまに駕籠を突き刺した。この間、稲田は河西忠左衛門の反撃で討ち死にし、河西も遂に斃れた。そして、有村が荒々しく駕籠の扉を開け放ち、虫の息となっていた直弼の髷を掴み駕籠から引きずり出した。直弼は既に血まみれで息も絶え絶えであったが、無意識に地面を這おうとした。有村が発した薬丸自顕流の猿叫（「キャアーッ」という気合い）とともに振り下ろした薩摩刀によって、直弼は斬首された。首は一撃では落ちず、3回マリを蹴るような音がしてやっと落ちたと言う。事変の一部始終をつぶさに見ていた水戸藩士・畑弥平は、襲撃から直弼の首級をあげるまで「煙草二服ばかりの間」とのちに述懐しており、襲撃開始から直弼殺戮まで、僅か数分の出来事だった。
有村は刀の切先に直弼の首級を突き立てて引き揚げた。有村の勝鬨の声を聞いて、浪士らは本懐を遂げた事を知った。が、急ぎ彼らが現場を立ち去ろうとしたとき、斬られて昏倒していた目付助役の彦根藩士・小河原秀之丞がその鬨の声を聞いて蘇生し、主君の首を奪い返そうと有村に追いすがり、米沢藩邸前辺りで有村の後頭部に斬りつけた。水戸浪士・広岡子之次郎らによって小河原はその場で斬り倒されたが、現場に隣接する杵築藩邸の門の内側から目撃した人物の表現によると、小河原が朦朧と一人で立ちあがった直後、数名の浪士らから滅多微塵に斬り尽くされた有様は目を覆うほど壮絶無残だったという。一方、この一撃で有村も重傷を負って歩行困難となり、直弼の首を引きずっていった。しばらくの逃走の後、有村は若年寄・遠藤胤統 （近江三上藩）邸の門前で自決した。これにより、直弼の首は遠藤家に収容されることになった。
小河原は救助され、藩邸にて治療を受けるが即日絶命した。小河原は、自分の他に数名でも自分と同じような決死の士がいれば、決して主君の首を奪われることはなかったと無念の言葉を遺している。現場跡には、襲撃者側で唯一その場にて討ち死にした稲田の他、数名の彦根藩供侍と首のない直弼の死体が横たわり、雪は鮮血で赤に染まっていた。襲撃の一報を聞いた彦根藩邸からはただちに人数が出撃したが既に遅く、やむなく人員を割いて死傷者や駕籠を収容し、さらには鮮血にまみれ多くの指や耳たぶ、数本の腕が落ちた雪まで徹底的に回収した。
直弼の首は前述の三上藩邸に置かれていた。所在を突き止めた井伊家の使者が返還を要請したが、遠藤家は「幕府の検視が済まない内は渡せない」と5度までも断り、その使者を追い返した。そこで井伊家、遠藤家、幕閣が協議の上で、表向きは闘死した藩士のうち年齢と体格が直弼に似た加田九郎太の首と偽り、内向きでは「遠藤家は負傷した直弼を井伊家に引き渡す」という体面を取ることで貰い受け、事変同日の夕方ごろ直弼の首は井伊家へ送り届けられた（遠藤胤統は現役の幕閣であり、彦根の近隣の藩主でもあることから有名な直弼の顔を家中もよく知っており、実際には気付いていた可能性が高い）。その後、井伊家では「主君は負傷し自宅療養中」と事実を秘した届を幕閣へ提出、直弼の首は彦根藩邸で藩医・岡島玄建により胴体と縫い合わされた。

## 死傷者とその後の処分等

### 水戸藩・薩摩藩側

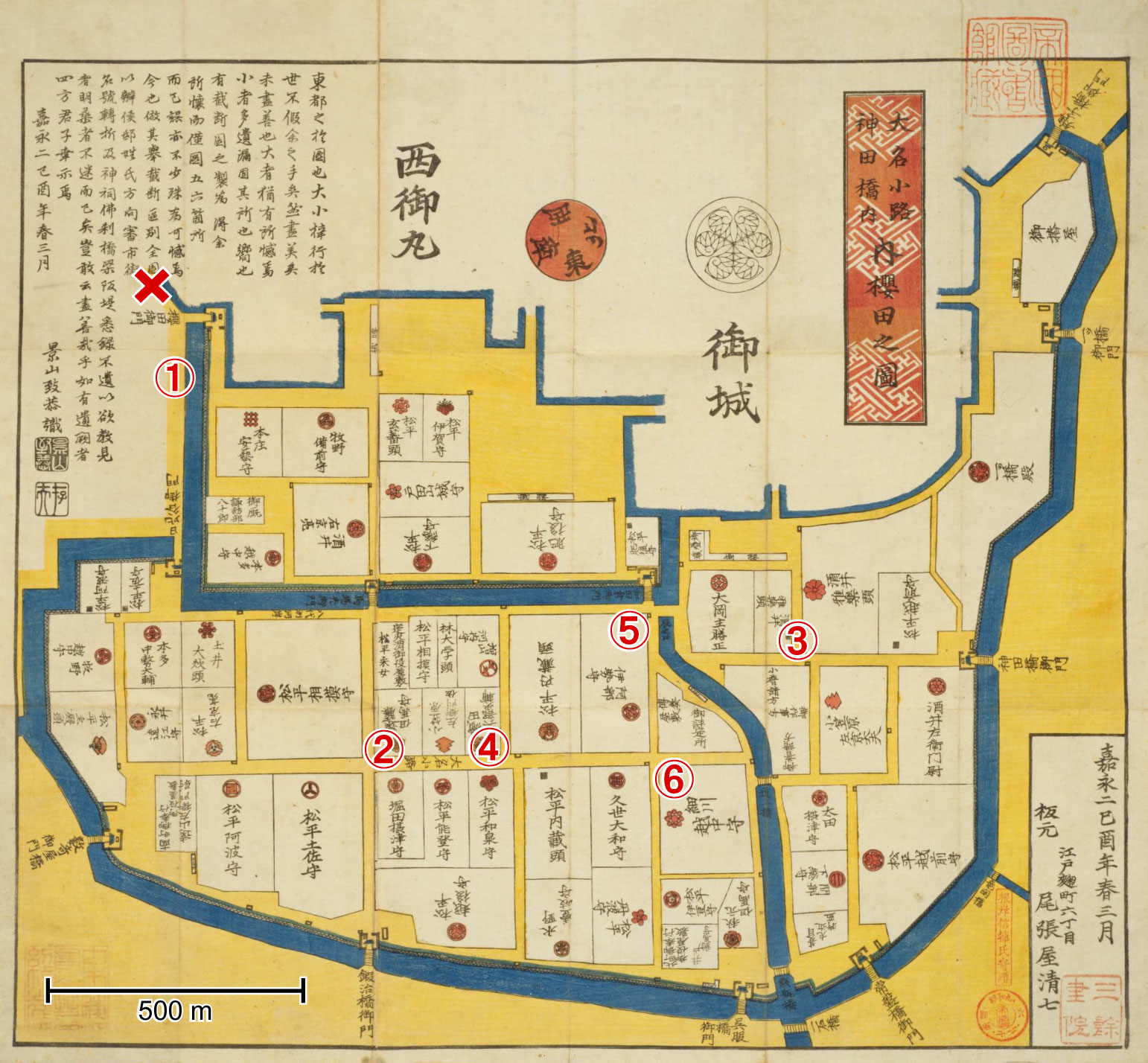
襲撃者らの脱走先

安政7年3月3日（1860年3月24日）、稲田重蔵は彦根藩士の河西忠左衛門から斬り倒され、襲撃者側でただ一人戦闘中討ち死にした。その他の襲撃者らは直弼の首級を揚げたのを確認後、共に現場を去って日比谷門へ向かった。直弼の首を打ち首級を揚げた薩摩藩士である有村次左衛門は直弼の首を確保したまま現場を去るが、米沢藩邸前の東角で追い縋ってきた彦根藩士・小河原秀之丞より背後から斬りつけられた。全身を切り刻まれ既に凄惨な状態だった小河原は、手傷を負い有村と同じ方向へ逃げていた広岡子之次郎らに止めを刺された。最後の最後で重傷を負わされた有村は直弼の首級を手にしたままどうにか和田倉門を抜けたが、辰ノ口でついに力尽き遠藤胤統（遠藤但馬守）邸前で自決した。深手を負っていた広岡も、辰ノ口を通り姫路藩・酒井家の邸外まで辿り着いた所で力尽き、自刃した。また山口辰之介と鯉渕要人も、彦根藩士による反撃で重傷を負っていた。山口と鯉渕は和田倉門までたどり着かず、馬場先門と和田倉門の間の濠沿いにある八代洲川岸で、増山河内守邸の角を右へ曲がり、織田兵部少輔邸の塀際で鯉渕が山口を介錯し、鯉渕も自刃した。
佐野竹之介・斎藤監物・黒澤忠三郎・蓮田一五郎の4名は、戦闘により負傷しながらも連れ立って移動し、和田倉門前の老中・脇坂安宅 （脇沢中務大輔）邸へ『斬奸趣意書』を提出し自訴した。佐野竹之介は特に重傷であり、事件当日の夕刻に絶命した。4人は熊本藩・細川家へ預けかえられた（死んだ佐野も死体が運ばれた）。斎藤監物も重傷を負っていたため、5日後の3月8日に落命した。黒澤忠三郎も重傷であったが、手当てにより命は取り留めた。黒澤はその後、富山藩・前田家へ預け替えられた後、4月21日に三田藩・九鬼家へ移され、7月12日、九鬼家で病死した。蓮田一五郎は、細川家から、膳所藩・本多家へ預けかえられた。蓮田には絵を描く才能があったため、細川邸にて事変の詳細を描いた。取り調べの後、文久元年（1861年）7月26日、伝馬町獄舎で幕吏により斬首された。
大関和七郎・森五六郎・杉山弥一郎・森山繁之介の4名は、熊本藩主・細川斉護邸へ趣意書を提出し自訴した。大関・森・杉山は負傷しており、森山は戦闘に参加したが無傷であった。大関和七郎は、富山藩・前田家、続いて豊岡藩・京極家へ預け替えられた。森五六郎は、臼杵藩・稲葉家、さらに大和小泉藩・片桐家へ預け替えられた。森が稲葉家家臣らへ語った記録は、『森五六三郎物語』と呼ばれている。杉山弥一郎は、村松藩・堀家に預け替えられた。森山繁之介は、一関藩・田村家、さらに足利藩・戸田家へ移された。大関・森・杉山・森山の4名とも、取り調べの後、文久元年（1861年）7月26日、伝馬町獄舎で幕吏により斬首された。
かくして襲撃の戦闘に参加した16名のうち，1名が闘死、4名が自刃、8名が自訴した。残る3名（広木松之介・増子金八・海後磋磯之介）は大きな負傷なく現場を脱し、戦闘不参加の関鉄之介・岡部三十郎や協力者とともに、計画通り京を目指した。
しかし、幕府の探索の手も拡がり、襲撃計画の首謀者である水戸浪士・金子孫二郎は薩摩浪士・有村雄助、水戸浪士・佐藤鉄三郎らと共に京へ向かったが、途上、3月9日に伊勢・四日市の旅籠で薩摩藩兵により捕縛された。金子孫二郎と佐藤鉄三郎は伏見奉行所に引き渡されて、24日江戸へ護送された。取り調べの後、金子は文久元年（1861年）7月26日、伝馬町獄舎で幕吏により斬首された。佐藤は追放となった。有村雄助は、3月9日捕縛された後、薩摩藩士の関与を隠したい藩の思惑のため、一時大坂の薩摩藩邸に移され、薩摩へ護送された。3月24日、幕府の探索が薩摩に迫ったため、藩命によって自刃させられた。先に京に入っていた水戸浪士・高橋多一郎と庄左衛門親子は、3月24日、大坂にいたところを幕吏の追捕を受け、四天王寺境内へ逃げ込み、その寺役人宅にて自刃した。大坂で薩摩藩との連絡役であった水戸浪士・川崎孫四郎も、3月23日探索に追い詰められて自刃し、翌日死去した。
襲撃者のうち戦闘不参加で、検視見届役として参加していた岡部三十郎は、事件後、関鉄之介らと大坂へ向かったが、薩摩藩の率兵上京計画が不可能と知って水戸へ帰還し、久慈郡袋田や水戸城下辺りへ潜伏した。追手を逃れ、再び江戸へ出たが、文久元年（1861年）2月、江戸吉原で捕まった。文久元年（1861年）7月26日、自訴した面々や金子孫二郎とともに、伝馬町獄舎で幕吏により斬首された。
襲撃者の一人、広木松之介は、かねてからの計画通り京へ向かうが、加賀国より先は幕府の厳重な警戒で叶わなかった。広木は一旦水戸に帰郷し、数日後再び京を目指して出発するが、幕府の詮議が厳しく、能登国本住寺に潜伏した後、越後国佐渡島、越中国を経た。越後国新潟でたまたま居合わせた水戸藩士・後藤哲之介は広木を助け、旅費を用意した上で広木を逃がした。文久元年（1861年）、後藤は幕吏に捕らわれた。所持品から広木の印が見つかった上、取り調べ時に広木松之介であると供述したため、文久2年（1862年）5月江戸へ送られ、伝馬町の監獄に繋がれた。しかし広木松之介を名乗った後藤へ尋問もなく、絶食した後藤は文久2年（1862年）9月13日に息絶えた。一方、広木は相模国鎌倉・上行寺へ赴き剃髪したが、襲撃から3年目の日にあたる文久2年（1862年）3月3日、上行寺の墓地で切腹した。また、広木が直弼の首級を水戸へ持ち帰った、という伝承がある。
襲撃の現場総指揮である関鉄之介は、3月5日に江戸を出発して京へ向かい、中山道から大坂へ入った。大坂へ辿り着いた関は高橋多一郎らの死と、薩摩藩側の率兵上京計画が果たされないことを知った。以後、彼は 山陰、山陽、四国、九州と西国各地を転々とした。関は薩摩藩へも入ろうとしたが、既に島津久光の命で薩摩の全関所が閉ざされていたため、薩摩入りできなかった。関はやがて水戸藩領へ戻ることを決め、万延元年（1860年）7月、水戸藩久慈郡袋田村に入り、この地の豪農でかねてから懇意の郷士格・桜岡源次衛門に匿われた。桜岡は、かつて藩命で関が担当した蒟蒻会所の裏部屋などを、彼の隠れ家に提供した。文久元年（1861年）7月、関は密かに水戸の高橋多一郎の家を訪ね、さらに息子へ密かに会いに行った。関は再び袋田へ向かったが、これを期に水戸から探索の足が着いた。その後、持病の悪化と探索を逃れ、諸国に潜伏。同年10月、関は水戸藩士によって越後の湯沢温泉で捕縛され、同年11月に水戸へ護送されて、城下の赤沼牢に投獄された。文久2年（1862年）4月5日、江戸に護送され、小伝馬町の牢へ入った。関の獄中の詩集『遣悶集』がある。また、襲撃前の潜伏時に関が身を寄せた芸妓・滝本いのは、幕吏に捕らわれて尋問により獄死しており、関はここでそれを知った。同年5月11日、関はこの小伝馬町の牢において斬首された。
他の関与者も多くは自首や捕縛された後に刑死、獄死した。
襲撃者のうち、増子金八と海後磋磯之介は潜伏して明治時代まで生き延びた。増子は腕や肩に傷を負ったが浅手だったため、現場を脱して京へ向かった。しかし、周囲の警戒が厳重で叶わず帰郷。その後商人に扮して捕吏の手を逃れ、水戸藩から北の各地に潜伏した。明治時代となってから石塚村へ戻るが、襲撃事件について沈黙し、語ろうとしなかった。増子は同志の冥福を祈りながら読書と狩猟の余生を過ごし、明治14年（1881年）に病没した。海後は、指を切り落とされながらも現場を脱し、水戸藩領の小田野村にある親戚の高野家などへ隠れた。その後、海後は京へ向かうため越後国へ向かったが、文久3年（1863年）に帰郷。元治元年（1864年）の天狗党の乱には変名で天狗党へ参加、関宿藩に預けられたが、ここも無事脱出した。明治維新後、旧水戸藩士身分に復帰、茨城県庁や警視庁等へ勤務、退職後の明治36年（1903年）自宅で没した。海後は事件前の色々な申し合わせは一切口外しないとの固い約束があり、一人の生き残りが語っては約束を破るようで申し訳ないからと生前、口を閉ざしていた。海後の遺稿に襲撃の一部始終を伝える『春雪偉談』や『潜居中覚書』がある。
襲撃現場で、討ち死にした稲田、および自刃した有村、広岡、鯉渕、山口の遺骸は小塚原刑場に隣接する回向院に運ばれ埋葬された。また、7月26日に、処刑された蓮田、大関、森、杉山､森山、金子、岡部の7人も回向院に埋葬された。文久の改革で、上記浪士の遺骸は故郷に帰葬を許されて、水戸の常盤共有墓地他に改葬された。

### 彦根藩側
襲撃により、藩主である直弼以外に8名が死亡し（即死者4名、重傷を負い数日中に死亡した者4名）、他に5名が重軽傷を負った。藩邸では水戸藩に仇討ちをかけるべきとの声もあったが、家老・岡本半介が叱責して阻止した。死亡者の家には跡目相続が認められたが、事変から2年後の文久2年（1862年）に、直弼の護衛に失敗し家名を辱めたとして、生存者に対する処分が下された。草刈鍬五郎など重傷者は減知の上、藩領だった下野国佐野（栃木県佐野市）へ流され揚屋に幽閉された。軽傷者は全員切腹が命じられ、無疵の士卒は全員が斬首・家名断絶となった。処分は本人のみならず親族に及び、江戸定府の家臣を国許が抑制することとなった。
井伊家の菩提寺である東京都世田谷区の豪徳寺には変で亡くなった8名の慰霊碑が、直弼の墓の後方右手に寄り添うように建っている。

## 影響
老中・阿部正弘や徳川斉昭、島津斉彬らが主導した雄藩協調体制を否定、幕閣絶対主義を反対者の粛清により維持しつつ、朝廷からの政治介入をも阻止するという井伊直弼の専制政策路線は、自身の死によって決定的に破綻した。そればかりか、御三家の一つである水戸徳川家と、譜代大名筆頭の井伊家が反目、長年持続した幕府の権威も大きく失墜し、文久期以降に尊王攘夷運動が激化する端緒となった。ここからわずか7年と7か月後の慶応3年10月14日（1867年11月9日）、第15代将軍・徳川慶喜によって大政奉還が成され、翌年の江戸開城により急転直下で成る明治維新への、直接的ではっきりした起点がこの桜田門外の変であった。
襲撃後の現場には後続の大名駕籠が続々と通りかかり、鮮血にまみれた雪は多くの人々に目撃されており、大老暗殺はただちに江戸市中へ知れ渡った。斬り合いは既に終わったにもかかわらず、天気の回復した事変当日の午後から夕方には、見物人が桜田門付近のぬかるみの道に群れを成した。直弼の強権と、襲撃を受けた際の彦根藩士の狼狽ぶりは好対照で、「井伊掃部頭(いいかもんのかみ)」をもじって「いい鴨を網でとらずに駕籠でとり」などと市井に揶揄された。また、首を取られたにもかかわらず病臥と言い繕うことを皮肉った「倹約で枕いらずの御病人」「遺言は尻でなさるや御大病」「人参で首をつげとの御沙汰かな（幕府から病状回復の薬として朝鮮人参が贈られたため）」などの川柳も相次いだ。事件直後の市中の状況をよみ上げたちょぼくれやあほだら経も採集されている（あほだら経の項を参照）。

また庶民の中には「徳川斉昭の肉の怨みを藩士が討ち晴らした」と受け取り、 この事件を「すき焼き討ち入り」「御牛騒動」などと呼ぶ者たちもいた。毎年、井伊家より贈呈され、肉好きの斉昭が楽しみにしていた近江牛の味噌漬けが、直弼の家督相続以来、送られてこなくなったからである。

## 彦根藩・井伊家のその後

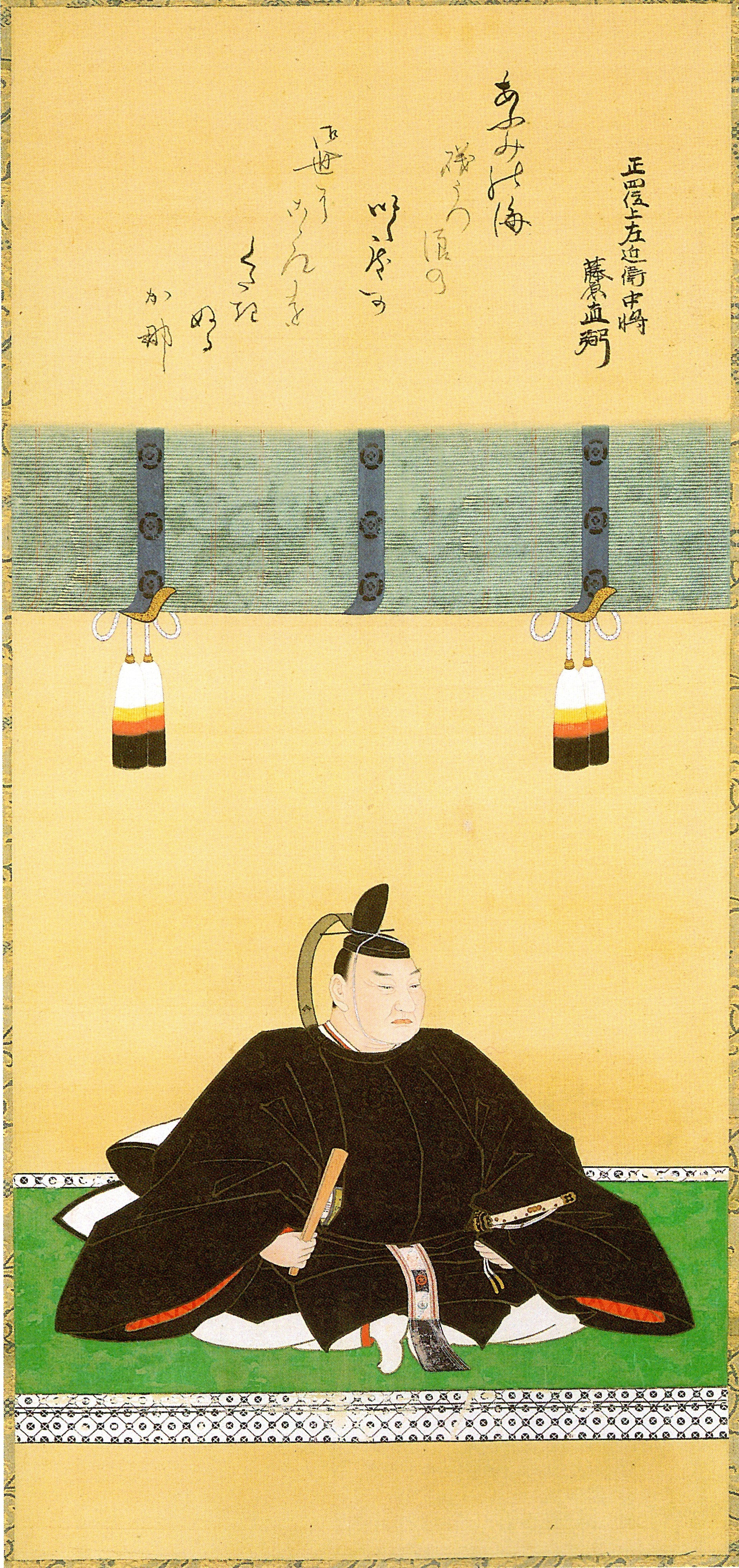
井伊直弼（彦根城博物館所蔵）

### 変の直後
当時の公式記録としては、「井伊直弼は急病を発し暫く闘病、急遽相続願いを提出、受理されたのちに病死した」となっている。これは譜代筆頭である井伊家の御家断絶と、それにより誘発される水戸藩への敵討ちを防ぎ、また、暗殺された直弼自身によってすでに重い処分を受けていた水戸藩へさらに制裁（御家断絶など）を加えることへの水戸藩士の反発、といった争乱の激化を防ぐための、老中・安藤信正ら残された幕府首脳による破格の配慮であった。井伊家の菩提寺・豪徳寺にある墓碑に、直弼の没日が「安政七年三月三日」（1860年3月24日）ではなく「萬延元年閏三月二十八日」（1860年5月18日）と刻まれているのはこのためである。これによって直弼の子・愛麿（井伊直憲）による跡目相続が認められ、井伊家は取り潰しを免れた。
直弼の死を秘匿するため、存命を装って直弼の名で桜田門外にて負傷した旨の届けが幕府へ提出され（公辺内分の手続き）、将軍家（家茂）からは直弼への見舞品として大量の薬用・御種人蔘などが藩邸へ届けられている。これに倣い、諸大名からも続々と見舞いの使者が訪れたが、その中には藩主・徳川慶篤の使者として当の水戸藩の者もおり、彦根藩士達の憎悪に満ちた視線の中で重役の応接を受けた。井伊家の飛び地領であった世田谷（東京都世田谷区）の代官を務めた大場家の記録(大場代官夫人の大場美佐の日記)によると、表向きは闘病中とされていた直弼のために、大場家では家人が病気平癒祈願を行なっている。その後約2か月間、幕府側は直弼の死を公表しなかった。しかし、前述のとおり、大老暗殺はただちに江戸市中へ知れ渡っていた。

### 文久から維新期
桜田門外の変の襲撃者らが幕吏から大方処分されるのを見届けた薩摩藩側では、2年後の文久2年（1862年）3月16日に島津久光が藩兵を率いて鹿児島城下を発し、4月13日に入京した。さらに久光は勅使・大原重徳を擁して6月7日に薩摩藩兵と共に江戸へ入り、幕政の刷新を要求した。これを受けて幕府は御三卿・一橋慶喜を将軍後見職、前福井藩主・松平春嶽を政事総裁職に任命、春嶽の主導で直弼政権の清算を図った（文久の改革）。末期の直弼政権を支え、直弼の死後に幕閣をまとめた老中・安藤信正は、同年初めの坂下門外の変では負傷で済んでいたが、この改革で久世広周と共に老中を罷免された。また、彦根藩は幕府より石高を30万石から20万石に減らされ、さらに5万石の預地も没収され、藩主の京都守護の家職を剥奪され、会津藩主・松平容保が代わりに京都守護職へ充てられた。これに先立って、彦根藩は直弼の腹心だった彦根藩士・長野主膳と同藩士・宇津木景福を切腹より重い重罰であった斬首・打ち捨てに処したが、結局のところ減封を免れることはできなかった。
慶応2年（1866年）6月7日、第二次長州征伐で、彦根藩士510名は赤備えを着て幕府方で出陣した。彼らは鎧が夜間でも目立つことが却って仇となり長州方の遊撃隊から狙撃され、大敗を喫した。慶応4年（1868年）1月3日から6日、鳥羽・伏見の戦いでは譜代筆頭として、藩主・井伊直憲率いる彦根藩は幕府軍の先鋒を務めていたが、翻って新政府軍に付いた。彦根藩はその後も薩摩藩兵と共に東寺や大津を守備するなど、倒幕の姿勢を示した。

### 明治維新後
明治17年（1884年）の華族令施行に伴い、旧藩主・井伊直憲は伯爵に叙されたが、この爵位は「減封後の石高」を基準としたものであった。しかし、預地を含めた草高35万石（減封後は20万石）で近江半国領主という国持大名に準ずる旧幕府の格式に沿うならば、1階級上の侯爵となるはずとの思惑が井伊家の周辺にあった。そのため「安政の大獄の恨みで新政府に冷遇され、伯爵に落とされた」との説が井伊家周辺に流れた。しかし、減封後の現石は9万4030石（五公五民）であったし、さらには仮に減封がなかったとしても国持大名で現石15万石を基準とする侯爵の基準は満たしていない。そもそも爵位は版籍奉還時の現石が基準であり、安政の大獄の恨みなどというのは全くの俗説である。彦根藩は既に鳥羽・伏見の戦いの時点で討幕もしくは勤王の姿勢を示しており、彦根藩士は流山で元新選組・近藤勇を逮捕するなどして、戦功として賞典禄2万石を新政府側から与えられていた。また直憲は有栖川宮家（斉昭正室の実家）から宜子夫人を迎えた。

## 水戸藩・水戸徳川家のその後

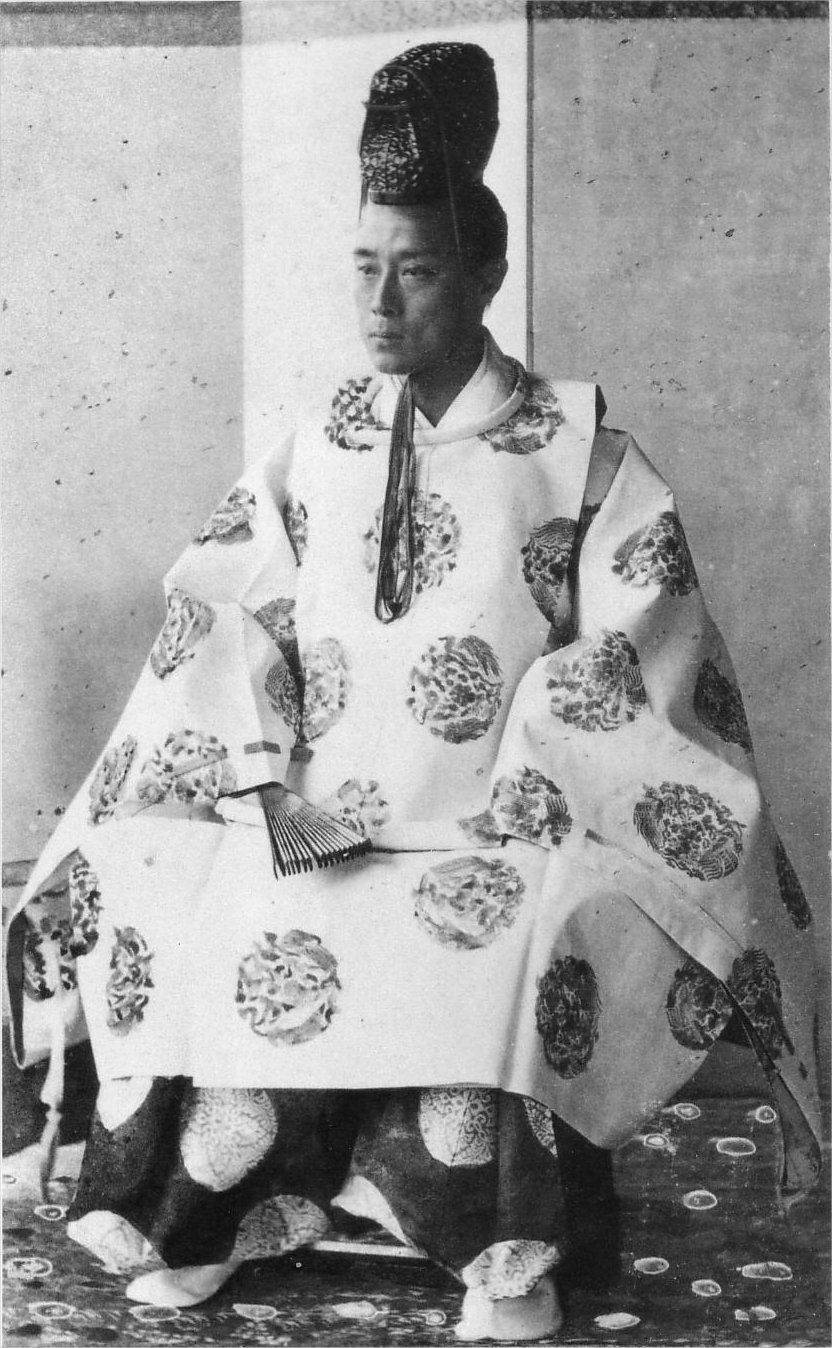
慶応3年（1867年）、征夷大将軍時代の徳川慶喜

### 変後
事変を見届けた水戸藩士・畑弥平は、品川の旅籠の金子孫二郎へ結果報告後、直ちに水戸へ急ぎ、事の経緯を藩庁へ伝えた。そのため、事件翌日の3月4日には、国許で永蟄居中の前水戸藩主・斉昭の元へ、変の詳細が伝わった。水戸藩側では事態を知り驚愕、江戸の水戸藩邸では幕府へ「浪士らは脱藩者ゆえ大法に即し処置されたい、関係者は水戸藩でも探索し召捕るつもりである」旨を上申した。その後、脱藩関係者らは捕縛され、松平容保の仲裁もあって水戸藩は事なきを得た。
残された尊攘急進派の水戸藩士は、万延元年（1860年）7月に長州藩との間で結ばれた成破の盟約を背景に、文久元年（1861年）から元治元年（1864年）にかけ第一次東禅寺事件や坂下門外の変、天狗党の乱などの尊王攘夷運動を先駆けた。藩領内で生じた天狗党の乱により、幕府の命に動いた保守派・諸生党が、その鎮圧へ転じた。天狗党は、前水戸藩主の子・一橋慶喜を頼って京都へ向かったが、彦根藩士は直弼公の敵討ちと戦意を高揚させて中山道を封鎖し、このためやむなく天狗党一行は美濃から飛騨を経て越前へ入り、敦賀に至った。慶喜が鎮圧軍の長として出陣したことで、元治元年（1864年）12月敦賀にて投降した。 加賀藩は彼らを厚遇したが、幕府追討軍総括、遠江相良藩主で若年寄・田沼意尊は彼らを鰊倉へ入れ、20名以上の病死者を出した。さらに、参加を欲した彦根藩士らの手により、元治2年（1865年）2月23日までに、敦賀の来迎寺境内で水戸藩士・352名が斬首された。他の者は遠島・追放された。
その後、第2次長州征伐中に起きた第14代将軍・家茂の薨去に伴って、徳川慶喜は徳川将軍家を継ぎ、ついで第15代将軍に就任した。また慶喜は慶応3年（1867年）10月14日に大政奉還を表し、その後江戸開城によって江戸幕府の歴史に幕を閉じた。

### 維新前後
慶応4年（1868年）、慶喜の実兄で水戸藩主・徳川慶篤は、新政府からの勅書により、同藩在京組から成る本圀寺勢を率い、諸生党約500名が退去した水戸城へ入った。この後、天狗党生存者らによる激しい報復が行われる。その最中、4月に慶篤が没し、政情不安定のため、慶篤の異母弟で欧州留学中の清水徳川家第6代当主・徳川昭武が後継になることになった。諸生党は奥羽越列藩同盟側に加勢し、北越戦争・会津戦争等、各地を転戦した後、水戸藩の主導権再奪還を期して水戸へ戻り、弘道館戦争が起きた。敗走した諸生党は続く松山戦争で劣勢へ転じた末、壊滅した。11月に帰国した昭武は慶篤の跡を継ぎ、明治2年（1869年）に最後の藩主となった。
なお、桜田門外の変襲撃者と天狗党らは共に靖国神社へ合祀されている。

## 現代の出来事

### 親善都市提携
桜田門外の変で敵対した両藩の城下町である水戸と彦根が和解して親善都市提携を結んだのは、事件発生から約109年後の昭和43年（1968年）10月29日であった。水戸市から彦根市へは偕楽園の梅、彦根市から水戸市へは彦根城堀の白鳥がそれぞれに贈られた。当時の彦根市長は、直弼の曾孫にあたる井伊家の当主で殿様市長として知られた井伊直愛だった。水戸市と彦根市を仲介したのは敦賀市だったが、敦賀は水戸天狗党が彦根藩士から処刑された土地だった。
その後の昭和49年（1974年）4月13日、水戸市と高松市が、今度は彦根市の仲介で親善都市を提携した。

### 市長選挙での争点化
平成25年（2013年）4月の彦根市長選挙において、当時現職の獅山向洋市長は、対立候補の一人の有村國知が有村次左衛門の弟の子孫であることを指摘し、そのような人物が市長選挙に出馬することは容認出来ないと主張するビラを支持団体に配布させた上、選挙の争点として訴え続けた。この行動に対しては有村だけでなく、もう一人の対立候補で獅山を破って当選した大久保貴、また市民からも批判を浴びている。

## 関連人物

### 襲撃者
- 関鉄之介（水戸浪士。現場総指揮。斬り合い不参加、京に向かい諸国潜伏の後捕縛、文久2年（1862年）斬罪。享年39）
- 岡部三十郎忠吉（水戸浪士。検視見届役。斬り合い不参加、京に向かい諸国潜伏の後捕縛、文久元年（1861年）斬罪。享年44）
- 稲田重蔵正辰（水戸浪士。闘死。享年47）
- 山口辰之介正（水戸浪士。重傷負い自刃。享年29）
- 鯉淵要人珍陳（常陸神官。重傷負い自刃。享年51）
- 広岡子之次郎則頼（水戸浪士。重傷負い自刃。享年20）
- 佐野竹之助光明（水戸藩小普譜。自首後、傷により死亡。享年21）
- 斎藤監物一徳（常陸神官。自訴後、傷により死亡。享年39）
- 黒澤忠三郎勝算（水戸浪士。自訴後、病死。享年33）
- 大関和七郎増美（水戸浪士。自訴後、文久元年（1861年）斬首刑。享年26）
- 森五六郎直長（水戸浪士。自訴後、文久元年（1861年）斬首刑。享年24）[注釈 51]
- 蓮田一五郎正実[注釈 52]（水戸浪士。自訴後、文久元年（1861年）斬首刑。享年29）
- 森山繁之介政徳（水戸浪士。自訴後、文久元年（1861年）斬首刑。享年27）
- 杉山弥一郎当人（水戸浪士。自訴後、文久元年（1861年）斬首刑。享年38）
- 広木松之介有良（水戸浪士。2度西へ向かった後、文久2年（1862年）鎌倉・上行寺墓地で自刃。享年25）
- 海後磋磯之介宗親（常陸神官。潜伏後、菊池剛蔵と改名。天狗党の乱に参加、維新後警視庁・水戸県警察本部勤務。明治36年（1903年）没。享年76）
- 増子金八誠（水戸浪士。京へ向かった後各地に潜伏し、1881年（明治14年）没。享年59）
- 有村次左衛門兼清（薩摩浪士。首級を挙げたが、重傷負い自刃。享年23）

### 彦根藩側の人物
死亡
- 井伊掃部頭直弼（大老。彦根藩35万石藩主。享年46）
- 岩崎徳之進重光（伊賀奉行。負傷、帰邸後死亡）
- 小河原秀之丞宗親（小姓。負傷、帰邸後死亡。享年30）
- 加田九郎太包種（騎馬徒士。闘死。享年31）
- 河西忠左衛門良敬（剣豪。闘死。享年30）
- 日下部三郎右衛門令立（物頭。負傷、藩邸で死亡。享年39）
- 越石源次郎満敬（負傷、帰邸後死亡）
- 沢村軍六之文（闘死）
- 永田太郎兵衛正備（闘死）

重傷
文久2年（1862年）下野佐野に配流処分
- 片桐権之丞
- 桜居猪三郎
- 柏原徳之進
- 草刈鍬五郎
- 松居貞之進
- 萩原吉次郎
- 政右衛門
- 勝五郎

軽傷
帰邸のため入獄、文久2年（1862年）切腹処分
- 藤田忠蔵
- 水谷求馬
- 元持甚之丞
- 渡辺恭太
- 吉田太助

無疵
帰邸のため入獄、文久2年（1862年）斬首
- 朝比奈三郎八
- 朝比奈文之進
- 小幡又八郎
- 小島新太郎
- 長野十之丞

### 襲撃に関与した人物
- 金子孫二郎教孝（水戸浪士。郡奉行。首謀者。京への途上伊勢四日市にて捕縛、文久元年（1861年）斬罪。享年58）
- 高橋多一郎愛諸（水戸浪士。小姓頭取、矢倉奉行。首謀者。大坂にて自刃。享年47）
- 高橋庄左衛門諸恵（多一郎の長男。大坂にて自刃。享年19）
- 有村雄助兼武（薩摩浪士。次左衛門の兄。薩摩藩とのパイプ役。金子・佐藤と共に京に上る途上、薩摩藩兵により捕縛。切腹。享年26）
- 佐藤鉄三郎寛（水戸浪士。金子と共に伊勢四日市にて捕縛。追放刑。後に『佐寛筆記』を記した。1915年（大正4年）没。享年80）
- 川崎孫四郎健幹（水戸浪士。郡吏。大坂で連絡係。自刃。享年35）
- 小室治作（高橋に随行、自刃）
- 大貫多介則光（高橋に随行、捕縛後獄死。享年26）
- 山崎猟蔵恭礼（薩摩藩士との連絡役、捕縛後絶食死。享年33）
- 島男也竜雄（笠間藩士。高橋に随行、捕縛後1861年獄死。享年53）
- 小野寺慵斎（三春藩脱藩者。参謀の一人。変後の1860年5月より土浦藩で兵学を教えていたが1861年自刃。享年70）[51]
- 宮田瀬兵衛（水戸藩士。変後に一味だと熊本藩 細川邸へに自訴、獄死。享年47）
- 木村権之衛門（水戸藩士。計画に参加、江戸で薩摩藩との連絡役。変には直接参加せず帰藩した。文久3年（1863年）3月26日死去。享年40）

### その他の人物
- 飯田左馬忠彦（国学者。同事件への関与を疑われて囚われたために抗議自殺した。享年62）
- 滝本いの（関鉄之介の愛人。元吉原谷本楼の妓。鉄之介の潜伏の手助けをした。鉄之介を追う幕吏に捕らえられ伝馬町牢で拷問後、獄死。享年23）
- 佐久良東雄良哉（京都妙法院の武士。高橋多一郎・庄左衛門を匿ったため捕縛、絶食死。享年50）
- 後藤権五郎輝（水戸藩郷士。変には関わっていないが元一味。広木松之介を名乗って自首。文久2年（1862年）江戸・伝馬町の牢で獄中死。享年32）

## 碑・塚・墓
- 茨城県東茨城郡茨城町長岡には、水戸藩士らが襲撃を期して江戸に向かう際に髪を埋めた「水戸浪士の毛塚」、及び「桜田烈士記念碑」がある。
- 常磐共有墓地（茨城県水戸市）には関鉄之介以下9人の水戸浪士の墓がある。
- 妙雲寺（茨城県水戸市）には水戸浪士・広木松之介の墓があり、井伊直弼の首を広木が持ち帰ったという言い伝えから「井伊掃部守直弼台霊塔」がある（後述）。
- 愛宕神社（東京都港区愛宕）境内には、「桜田烈士愛宕山遺跡碑」がある。
- 南千住回向院（東京都荒川区南千住）には、刑死した水戸浪士の墓と、滝本いのの顕彰碑がある。
- 豪徳寺（東京都世田谷区豪徳寺）には、井伊護衛のため殉職した彦根藩士8人の「桜田殉難八士之碑」がある。
- 四天王寺（大阪府大阪市天王寺区四天王寺）には、高橋多一郎、庄左衛門親子の顕彰碑がある。
- 生國魂神社（大阪府大阪市天王寺区生玉町）には、川崎孫四郎自刃の碑がある。
- 廣福寺（神奈川県川崎市多摩区）には、桜田門外の変に遭遇し逃げ延び、のちに寺男となった彦根藩士「畑権助の辞世碑」がある[52]。

## 伝聞

### 首級の水戸携行
- 司命丸創製者・高倉伴介は生前、広木松之介が直弼の首級を甘酒樽に詰め水戸へ持ち帰ったという話をしていた、とされる[53]。
- 1967年（昭和42年）茨城県笠間市・真浄寺の住職で県宗務所長だった小林日芳の元へ、広木松之介縁者の広木妙諦尼から「大老の首級を水戸市内の袴塚町、日蓮宗・本行寺本堂廊下の下に埋めた、という祖先からの言い伝えを確かめてみたい」と相談があった。彼らがここぞとおぼしき箇所を掘った所、しゃれこうべが出てきた。首を懇ろに供養してから、広木が眠る水戸市見川の日蓮宗・妙雲寺へ埋めたという。なお、幕吏の追捕を逃れて、広木松之介とその姉が一時身をかくしていたのが本行寺であったという[54]。
- 1968年（昭和43年）3月3日に、妙雲寺の檀家である旧水戸藩士の子孫・三木啓次郎により、井伊直弼の首を供養するための「大老井伊掃部頭直弼台霊塔」が建てられた。三木啓次郎は井伊家側へ首級の骨の返還を申し出たが、井伊家側からは直弼の首級は当初より豪徳寺に埋葬されているとして断られたという。
- 「大老井伊掃部頭直弼台霊塔」建碑に当たった石材店の高橋三郎によると、直弼の首は1968年（昭和43年）の暮れ、三木啓次郎らによって井伊家菩提寺・豪徳寺へ密かに埋葬されたという[55]。
- 2012年6月、東京都世田谷区教育委員会の調査で、同区の豪徳寺にある井伊直弼の墓には、石室などの埋葬施設が地下3メートル以内になかった事が明らかになった[56]。

## 題材とした作品
※発表順
小説
- 侍ニッポン（郡司次郎正、1931年）
- 花の生涯（舟橋聖一、1952年） - 井伊直弼の生涯を描く
- 首（山田風太郎、1958年）
- 幕末 桜田門外の変（司馬遼太郎、1963年）
- 万延元年のラグビー（筒井康隆、1971年）
- 桜田門外の光芒（津本陽、1983年、『薩南示現流』所収）
- 次左衛門の掌（羽山信樹、1985年、『幕末刺客列伝』所収）
- 桜田門外ノ変（吉村昭、1988年） - 変の発端から結末までを関鉄之介の視点から描く。
- 紅紫の館（穂高健一、2020年） - 井伊直弼が暗殺される細かい描写から始まる。
- 逃げ水（戸田義長、2020年、『雪旅籠』所収)

映画
- 侍ニッポン 前篇・後篇（1931年）
- 新納鶴千代（1935年）
- 花の生涯 彦根篇 江戸篇（1953年）
- 侍ニッポン 新納鶴千代（1955年）
- 侍ニッポン（1957年）
- 侍（1965年）
- 日本暗殺秘録（1969年）
- 武士道ブレード（1981年、アメリカ・イギリス）
- 動天(1991年)
- 桜田門外ノ変（2010年）
- 柘榴坂の仇討（2014年） - 主人公の設定を「桜田門外の変で生き延び、死罪にすらされなかった井伊家家臣」という架空のものにし、彼が暗殺犯の生き残り（これも架空）を明治時代に探そうとする顛末を描いている。

テレビドラマ
- 花の生涯（NHK大河ドラマの最初の作品(当時は大型時代劇と称した)、1963年）演：尾上松緑
- 花の生涯（日本テレビ、1974年）演：平幹二朗
- 影の軍団IV（関西テレビ放送、1985年）演：成田三樹夫 - 本作での直弼は、千葉真一扮する十五代目服部半蔵率いる影の軍団（伊賀衆）の宿敵として登場。第27話に於いて、桜田門外の変にて水戸浪士たちに殺害された直弼は、実は替え玉であり、本物の直弼は屋敷内に潜伏していたが、直弼が生きている事を知った半蔵たち伊賀衆の襲撃を受け、半蔵によって首を刎ねられ死亡した、と言う設定になっている。
- 必殺仕事人ワイド 大老殺し 下田港の殺し技珍プレー好プレー（朝日放送、1987年）演：中村錦司 - 井伊直弼の暗殺を仕事人・中村主水の仕業としている。
- 花の生涯 井伊大老と桜田門（テレビ東京 12時間超ワイドドラマ、1988年） 演：北大路欣也
- 翔ぶが如く（NHK大河ドラマ、1990年）演：神山繁
- 徳川慶喜（NHK大河ドラマ、1998年）演：杉良太郎
- 篤姫（NHK大河ドラマ、2008年）演：中村梅雀
- 八重の桜（NHK大河ドラマ、2013年）演：榎木孝明
- 花燃ゆ（NHK大河ドラマ、2015年）演：高橋英樹
- 西郷どん（NHK大河ドラマ、2018年）演：佐野史郎
- 青天を衝け（NHK大河ドラマ、2021年）演：岸谷五朗

漫画
- 風雲児たち 幕末編（みなもと太郎、2001年 - 2020年） - 桜田門外の変を扱うのは単行本20～22巻（事件そのものが描かれるのは21巻）で、事件までの経緯や実行計画、事件後の井伊家や水戸藩、幕府の対応等も描いている。
- AZUMI（小山ゆう、2009年 - 2014年）

アニメーション
- 銀河烈風バクシンガー 13話「サクラ・ゲイトの変」 - 幕末を未来の宇宙世界に置き換えた一編。大老・井伊直弼に相当するタイロン・イーデンが暗殺される。

ブックレット
- 桜田門外ノ変 時代を動かした幕末の脱藩士（黒沢賢一 2010年）